# Ditylus quadricollis
Ditylus quadricollis är en skalbaggsart som först beskrevs av Leconte 1851.  Ditylus quadricollis ingår i släktet Ditylus och familjen blombaggar. Inga underarter finns listade i Catalogue of Life.